# Hostis humani generis
La locuzione latina Hostis humani generis, tradotta letteralmente, significa nemico del genere umano (Eutropio, Breviarium ab Urbe condita, VIII, 15).
È una specie di lapide d'infamia che lo storico appone alla memoria di Antonino Commodo, imperatore romano, che in vita ed in morte si attirò, per i suoi vizi bestiali, l'esecrazione universale.